# Ескіз (живопис)

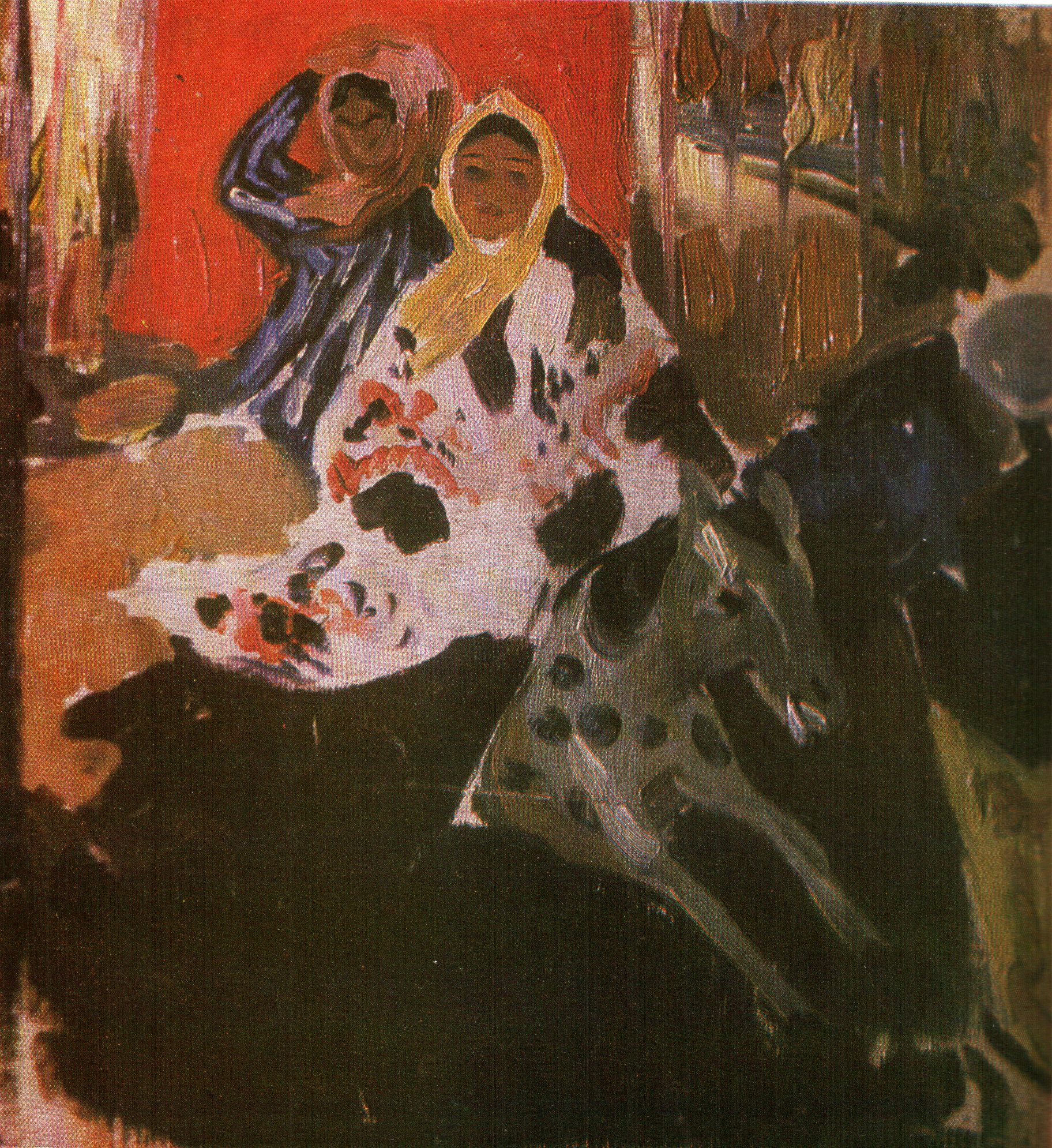
Ескіз до картини українського художника О. Мурашка «Карусель», 1905 р.

Ескі́з (фр. esquisse) або шкіц (від пол. szkic, нім. Skizze) — підготовчий нарис, що фіксує задум художнього витвору чи окремої його частини в найхарактерніших рисах.
В живописі це здебільшого вільно виконаний малюнок з багатьох перекривних ліній. Швидкість і безпримусність ескізу дозволяють художникові критично оглянути свої задуми і довести кожен елемент до бажаного результату, перш ніж увічнити його в остаточній роботі. Через це ескізування є плідним, однак і не обов'язковим засобом для створення живописних творів.
Леонардо да Вінчі та Едґар Деґа — два приклади художників, чиї ескізи стали об'єктами мистецтва.

## Джерело
- Ескіз // Українська радянська енциклопедія : у 12 т. / гол. ред. М. П. Бажан ; редкол.: О. К. Антонов та ін. — 2-ге вид. — К. : Головна редакція УРЕ, 1974–1985. — Т. 4. — С. 52.